# Clarence 13X
Clarence 13X (* 22. Februar 1928 als Clarence Smith in Danville, Virginia; † 1969) ist der Gründer der Nation of Gods and Earths.
Nachdem er im Koreakrieg gedient hatte, trat er wie zuvor bereits seine Frau der Nation of Islam bei. Er wurde ein Mitglied des Temple Number 7 in Harlem in New York City, wo Malcolm X Prediger war. Das „13X“ in seinem Namen zeigt dabei an, dass er die 13. Person mit Namen Clarence war, die diesem Tempel beitrat. Dort wurde er bekannt für seine Kampfkünste und seine Redegewandtheit, was dazu führte, dass er ein Mitglied der Fruit of Islam, dem paramilitärischen Flügel der Nation, und ein Predigerschüler wurde. 
Gleichzeitig begann er, die Lehre der Nation of Islam und deren Gründer, Wallace Fard Muhammad, in Frage zu stellen. Dies führte dazu, dass er der Nation of Islam verwiesen wurde und seinen Namen 1963 in „Allah“ änderte. Er begann, seine eigenen Ansichten der Lehre der Nation of Islam in den Straßen von Harlem und später auch anderen Städten zu verbreiten. Rasch gewann er durch seine Art zu predigen weitere Unterstützer in der jungen afroamerikanischen Bevölkerung.
Er wurde 1969 in Harlem ermordet. Als Folge des Attentats, das bis heute nicht aufgeklärt ist, verschwanden Reste jeglicher Hierarchie innerhalb der Nation of Gods and Earths, seine Lehre aber wurde von seinen frühen Schülern weiterverbreitet.